# Розенквист, Эдиль
Эдиль Альберт Розенквист (фин. Edil Albert Rosenqvist; 11 декабря 1892 — 14 сентября 1973) — финский борец греко-римского стиля, призёр Олимпийских игр, чемпион мира.
Эдиль Розенквист родился в 1892 году в Инкоо. В 1918 году занял 2-е место на чемпионате Финляндии по греко-римской борьбе, в 1919-1921 годах удерживал титул чемпиона Финляндии.
В 1920 году Эдиль Розенквист принял участие в Олимпийских играх в Антверпене где завоевал серебряную медаль. В 1921 и 1922 годах он становился чемпионом мира, а 1924 году стал серебряным призёром Олимпийских игр в Париже. В 1928 году он принял участие в Олимпийских играх в Амстердаме, но не завоевал медалей.
В 1930 году Эдиль Розенквист вновь оказался призёром соревнований, выиграв чемпионат Финляндии и заняв третье место на чемпионате Европы.